# Amy Jo Johnson
Amy Jo Johnson, née le 6 octobre 1970 à Cap Cod (Massachusetts), est une actrice, réalisatrice, compositrice, productrice, scénariste et chanteuse américano-canadienne.
Elle fut révélée durant les années 1990 pour son rôle de Kimberly Hart dans la populaire série télévisée jeunesse Power Rangers, avant de poursuivre dans les années 2000 avec des rôles réguliers dans les séries à succès telles que : Felicity, Division d'élite, Wildfire, Flashpoint ou encore Covert Affairs.
Elle est aussi apparue à l'affiche des films tels que : Power Rangers, le film (1995), Without Limits (1998), A La Poursuite Du Bonheur (2001), Infested (2002), Interstate 60 (2002) ou encore Un Noël tous ensemble (2013) et a réalisé deux courts métrages qui sont ovationnés par la critique tels que : Bent (2013) et Lines (2014). Elle est aussi à l'affiche de son 1er long métrage The Space Between, qui présenté tout d'abord dans de nombreux festivals en fin d'année 2016, sort en 2017. Elle apparait dans le film Power Rangers en caméo.
En parallèle, elle a publié trois albums musicaux.
Elle est également la réalisatrice du film Tammy's Always Dying, comprenant en vedette Felicity Huffman (Desperate Housewives) qui est diffusé dès septembre 2019 au festival de Toronto.

## Biographie

### Famille
Amy Jo Johnson fille de Greig Johnson un vendeur de voiture, et sa femme Christine Johnson, qui a tenu un long moment un magasin de vêtement.
En 2013 selon une vidéo elle vivait à Toronto (Canada).

### Carrière

#### Révélation télévisuelle et musique

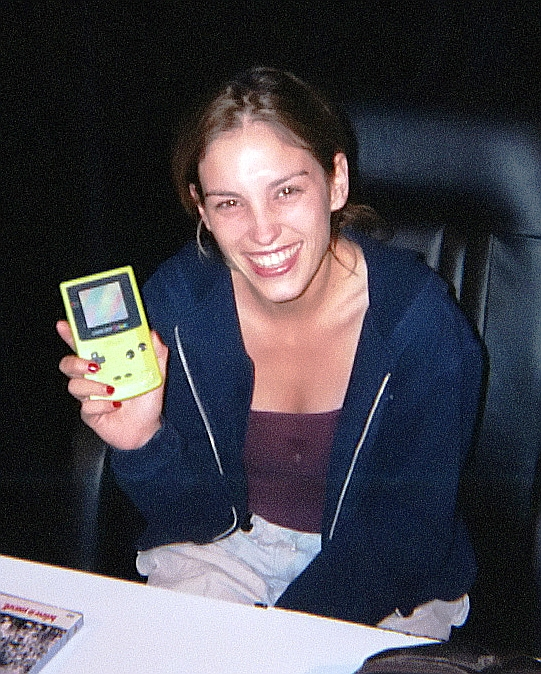
L'actrice au festival E3,
le 17 mai 2000.

Elle est révélée au grand public pour le rôle de la lycéenne Kimberly Hart, la première Ranger rose, dans la série d'action jeunesse Power Rangers, dont les épisodes sont diffusés entre 1993 et 1995, et dont le succès culmine avec un long-métrage, Mighty Morphin Power Rangers: The Movie.
Après une poignée de seconds rôles dans des téléfilms et des apparitions dans des séries (Spin City et Urgences), elle décroche son premier rôle régulier dans une série dramatique en 1998, écrite et développée par un inconnu, J. J. Abrams. Felicity conte les aventures personnelles et sentimentales d'une jeune étudiante new-yorkaise, interprétée par Keri Russell. Johnson y incarne sa camarade de classe et meilleure amie, spécialisée en musique, Julie Emrick, durant les deux premières saisons du programme. En effet, elle demande à quitter la série en 2000, pour se concentrer sur sa passion pour la musique. Elle ne reviendra que pour quatre épisodes, répartis sur les deux dernières saisons de la série.
Entre-temps, elle sort son premier album en tant que chanteuse-compositrice-interprète folklorique,The Trans-American Treatment, puis elle enchaîne avec un album live en 2004, Imperfect.
La même année, elle fait son grand retour télévisuel avec un rôle dans la série policière Division d'élite, qui entre alors dans sa quatrième saison. Elle y incarne une inspectrice de police, face à un casting mené notamment par Jon Hamm, Taraji P. Henson et Bonnie Bedelia, mais le programme s'arrête. Elle retrouve ensuite J. J. Abrams pour un petit rôle, celui d'une ex-petite amie revancharde dans la série What About Brian, le temps de trois épisodes. Elle enchaîne l'année d'après avec un rôle récurrent dans la troisième saison de la série hippique Wildfire, où elle prête ses traits à la méchante Tina Sharp.

#### Retour télévisuel et passage à la réalisation

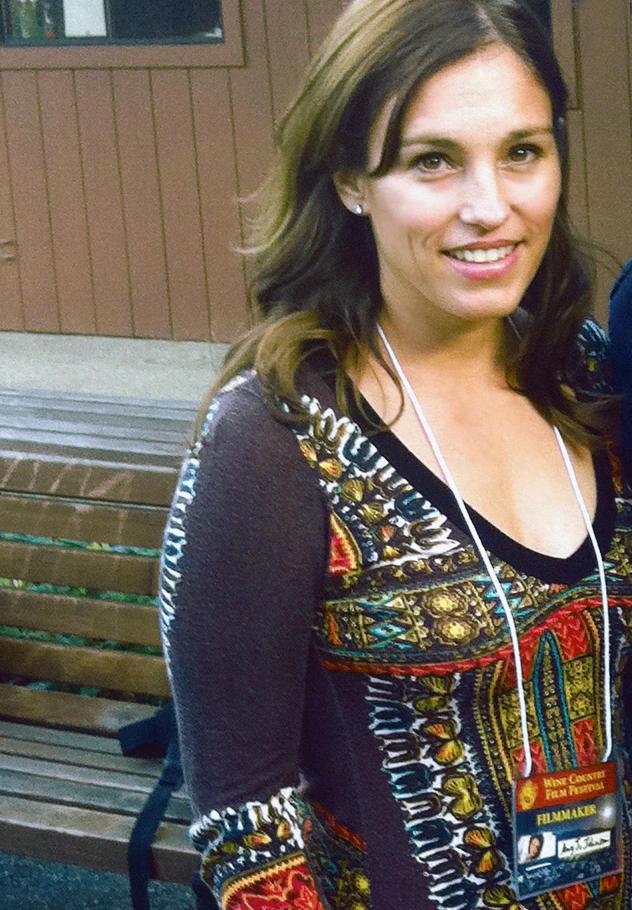
L'actrice au Boston Film Festival,
le 16 avril 2015.

Mais c'est en 2008 qu'elle fait son retour dans un rôle régulier. La série d'action canadienne Flashpoint lui permet de revenir à des performances plus physiques, puisqu'elle y joue une tireuse d'élite, au sein d'un casting masculin dominé par Enrico Colantoni, David Paetkau et Hugh Dillon. Les audiences sur la chaîne CTV sont bonnes, et le programme dure cinq saisons, jusqu'en 2012.
Elle revient l'année d'après sur la scène musicale populaire avec la sortie de son troisième album, Never Broken, une compilation de chansons écrites sur dix ans. Et côté télévision, elle accompagne la fin d'une autre série, Covert Affairs, en jouant l'agent anti-terroriste Hayley Price dans huit épisodes de la cinquième saison diffusés en 2014 par USA Network.
Parallèlement à ces séries télévisées, elle est la vedette de plusieurs films américains tels que Susie Q (en), Perfect Body, La Terreur Ronda école, Infested: Invasion et Track Raging. Elle était aussi connue pour son rôle dans le film Dans Rock Road, basé sur l'histoire vraie de la bande qui a ouvert le Festival de Woodstock, Eau Douce.
En 2013, elle réalise un 1er court-métrage Bent, dont elle apparait au casting aux côtés de Sonya Salomaa et de Michael Cram. Le film obtient plusieurs récompenses dans de nombreux festivals. La même année, elle obtient le 1er rôle dans le petit film indépendant de noël Un Noël tous ensemble, qui est diffusé en France sous forme de téléfilm.
En 2014, elle réalise un second court-métrage Lines, dont elle est la vedette principale en tant qu'actrice, aux côtés d'Enrico Colantoni, l'un de ses partenaires de la série Flashpoint. Le film est alors acclamé par la critique.
Mais en 2015, après le succès du financement participatif de son second long métrage en tant que réalisatrice, elle se voit décerner le « prix » de l'année du site Indiewire, et, en conséquence, invitée à rejoindre le groupe de cinéastes sélectionnés pour le festival du film de Tribeca.
Elle est à l'affiche de son 1er long métrage The Space Between, qui présenté tout d'abord dans de nombreux festivals en fin d'année 2016, sort en 2017. Elle est également présente dans le film événement Power Rangers (film, 2017) en tant que caméo.
Elle est également la réalisatrice du film Tammy's Always Dying, comprenant en vedette Felicity Huffman (Desperate Housewives) qui est diffusé dès septembre 2019 au festival de Toronto.
En 2022, elle réalise le 6eme épisode de la 2nde saison Superman et Loïs,.

### Vie privée
Elle tombe amoureuse de 2003 à 2005 du réalisateur et producteur Christopher Jaymes.
Amy se marie avec l'entrepreneur français au Canada Olivier Giner en 2009. Ils ont une fille Francesca Christine, née en décembre 2008, et divorcent en 2017.
En 2022, elle exprime son chagrin pour son ami Jason David Frank qui s'est suicidé.

## Filmographie

### Comme actrice

#### Cinéma
- 1995 : Power Rangers, le film (Mighty Morphin Power Rangers: The Movie) : Kimberly Hart / The Pink Ranger
- 1997 : Power Rangers Turbo, le film : Kimberly Hart
- 1998 : Without Limits : Iowa's Finest
- 1999 : Cold Hearts : Alicia
- 2001 : Pursuit of Happiness : Tracy
- 2001 : Liars Club : Karen
- 2002 : Interstate 60 : Laura
- 2002 : Infested : Jesse
- 2005 : Arbie
- 2006 : Veritas, Prince of Truth : Marty Williams
- 2006 : Islander
- 2006 : What About Brian (Épisodes 1; 10-11)
- 2011 : Summer Song
- 2011 : Tiger Eyes
- 2013 : Bent : Amelia
- 2014 : Lines : Amelia
- 2017 : The Space Between : Amelia
- 2017 : Power Rangers : une habitante d'Angel Grove (caméo)

#### Télévision
- 1993-1995 : Power Rangers (Mighty Morphin' Power Rangers) (série télévisée) : Kimberly Hart / le Ranger rose
- 1996 : Susie Q (en) : Susie Q / Maggie
- 1997 : Prise d'otage sanglante (en) (Killing Mr. Griffin) : Susan McConnell
- 1997 : Le prix de la gloire (Perfect Body) : Andie Bradley
- 1998-2000 : Felicity (série télévisée) : Julie Emrick
- 1999 : Sweetwater : Nansi Nevins
- 2003 : Hard Ground : Elizabeth 'Liz' Kennedy
- 2001 : Division d'élite (The Division) (série télévisée) : Stacy Newland (2003-2004)
- 2002 : Spin City (saison 6 épisode 15) : Stéphanie
- 2005 : Wildfire : Tina Sharp
- 2006 : Confiance fatale (Fatal Trust)
- 2006 : Magma, désastre volcanique (Magma: Volcanic Disaster) : Brianna Chapman
- 2008-2012 : Flashpoint (série télévisée) : Juliana "Jules" Callaghan
- 2013 : Cracked : Sydney Reid
- 2013 : Un Noël tous ensemble : Wendy
- 2014 : Covert Affairs : Hayley Price

### Comme réalisatrice
- 2013 : Bent (court métrage)
- 2014 : Lines (court métrage)
- 2017 : Breaking Emma
- 2017 : The Space Between
- 2019 : Tammy's Always Dying
- 2022 : Superman et Loïs : saison 2 épisode 6

### Comme compositrice
- 1998 : Felicity
- 2001 : Division d'élite

### Comme productrice
- 2005 : In Memory of My Father

## Discographie
- 2001 : The Trans-American Treatment
- 2005 : Imperfect
- 2013 : Never Broken